# Moncheit
Moncheit ist ein relativ selten vorkommendes Mineral aus der Mineralklasse der „Sulfide und Sulfosalze“ mit der chemischen Zusammensetzung Pt(Te,Bi)2 und damit chemisch gesehen ein Platin-Tellurid mit Anteilen von Bismut. Die in den runden Klammern angegebenen Elemente können sich in der Formel jeweils gegenseitig vertreten (Substitution, Diadochie), stehen jedoch immer im selben Mengenverhältnis zu den anderen Bestandteilen des Minerals.
Moncheit kristallisiert im trigonalen Kristallsystem und entwickelt unregelmäßige bis gut ausgebildete Kristalle bis etwa einen Millimeter Größe, findet sich aber meist in Form winziger Körner. Das in jeder Form undurchsichtige (opake) Mineral zeigt auf den Oberflächen der stahlgrauen, auf polierten Flächen auch weiß erscheinenden Körner einen metallischen Glanz.

## Etymologie und Geschichte

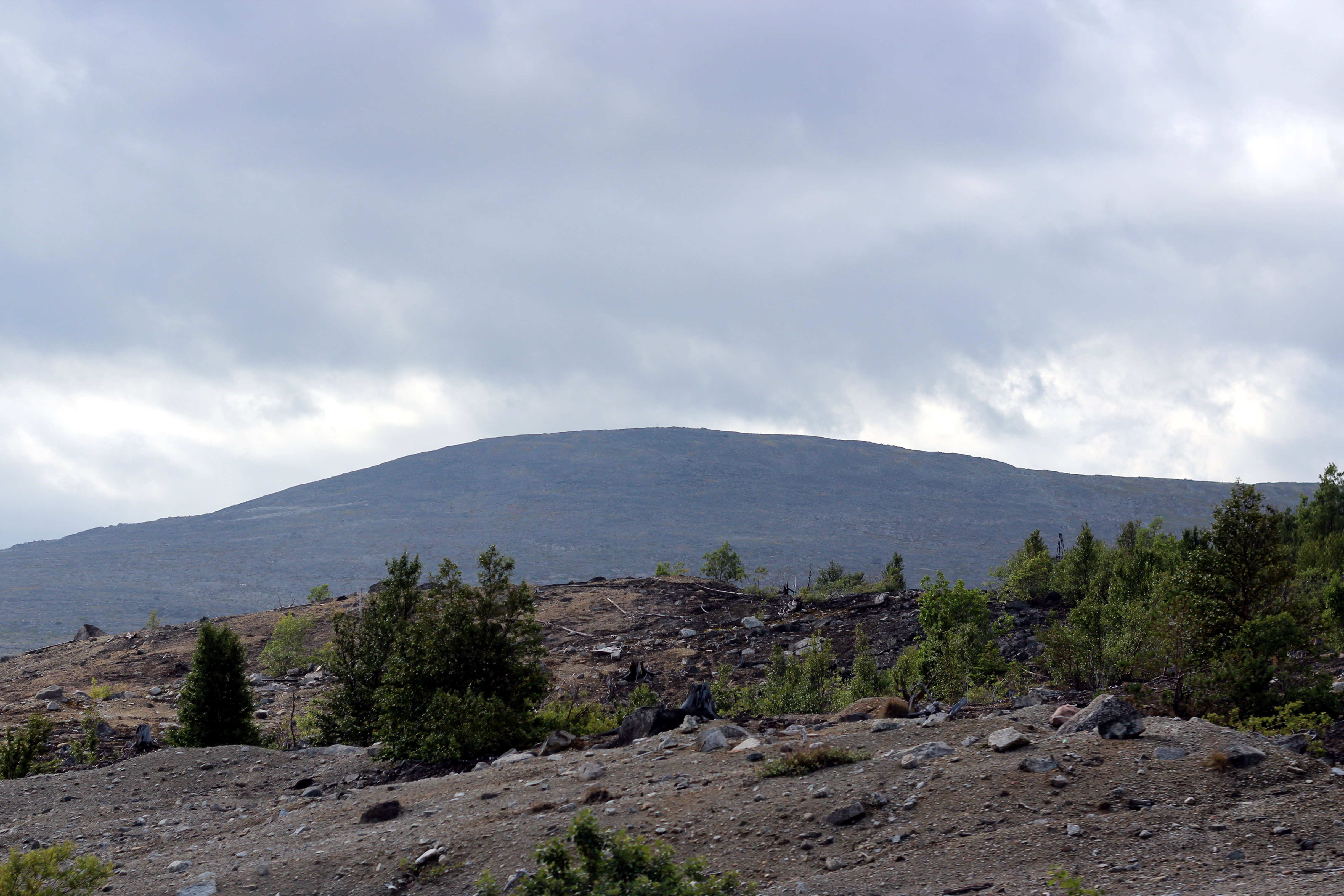
Der Berg Montschetundra, stellvertretend für das gleichnamige Bergmassiv

Erstmals entdeckt wurde Moncheit zusammen mit Kotulskit in den Kupfer-Nickel-Vererzungen der Montschetundra nahe Montschegorsk auf der Halbinsel Kola in der russischen Oblast Murmansk. Die Analyse und Erstbeschreibung erfolgte durch Alexander Dmitrijewitsch Genkin (russisch: Александр Дмитриевич Генкин; 1919–2010), N. N. Schurawlew, Je. M. Smirnowa, die das Mineral nach dessen Typlokalität benannten.
Das Mineralogenteam um Genkin schickte seine Untersuchungsergebnisse und den gewählten Namen zur Prüfung bei der International Mineralogical Association (IMA) ein, die den Moncheit als eigenständige Mineralart anerkannte. Die Publikation der Erstbeschreibung erfolgte 1963 im russischen Fachmagazin Sapiski Wsessojusnogo Mineralogitscheskogo Obschtschestwa (russisch Записки Всесоюзного Минералогического Общества, englisch Zapiski Vsesoyuznogo Mineralogicheskogo Obshchestva) und noch im gleichen Jahr als Kurzbeschreibung bei der Publikation der New Mineral Names im englischsprachigen Fachmagazin American Mineralogist.
Die Bestätigung der Anerkennung des Minerals durch die „Commission on New Minerals and Mineral Names“ der IMA erfolgte erst in einem 1967 erschienenen und 129 Erstbeschreibungen der Jahre 1961 bis 1964 zusammenfassenden Report. Infolgedessen besitzt Moncheit keine IMA-Nummer, sondern wird unter der Summenanerkennung „IMA 1967 s.p.“ (special procedure) geführt.
Das Typmaterial des Minerals wird im Geologischen Museum der Russischen Akademie der Wissenschaften, Region Kola unter der Sammlungs-Nr. 5966 sowie im Mineralogischen Museum, benannt nach A. J. Fersman in Moskau unter der Sammlungs-Nr. 64852 aufbewahrt.

## Klassifikation
Bereits in der veralteten 8. Auflage der Mineralsystematik nach Strunz gehörte der Moncheit zur Mineralklasse der „Sulfide und Sulfosalze“ und dort zur Abteilung der „Sulfide mit [dem Stoffmengenverhältnis] M : S < 1 : 1“, wo er zusammen mit Berndtit, Kitkait, Melonit und Merenskyit die „Melonit-Reihe“ mit der System-Nr. II/C.11 bildete.
Im Lapis-Mineralienverzeichnis nach Stefan Weiß, das sich aus Rücksicht auf private Sammler und institutionelle Sammlungen noch nach dieser alten Form der Systematik von Karl Hugo Strunz richtet, erhielt das Mineral die System- und Mineral-Nr. II/D.28-50. In der „Lapis-Systematik“ entspricht dies ebenfalls der Abteilung „Sulfide mit [dem Stoffmengenverhältnis] Metall : S,Se,Te < 1 : 1“, wo Moncheit zusammen mit Berndtit, Kitkait, Melonit, Merenskyit, Shuangfengit, Sudovikovit und Verbeekit die „Melonit-Gruppe“ bildet (Stand 2018).
Die seit 2001 gültige und von der International Mineralogical Association (IMA) bis 2009 aktualisierte 9. Auflage der Strunz’schen Mineralsystematik ordnet den Moncheit dagegen in die Abteilung der „Metallsulfide mit M : S ≤ 1 : 2“ ein. Diese ist zudem weiter unterteilt nach dem genauen Stoffmengenverhältnis und den in der Verbindung vorherrschenden Metallen, so dass das Mineral entsprechend seiner Zusammensetzung in der Unterabteilung „M : S = 1 : 2; mit Cu, Ag, Au“ zu finden ist, wo es zusammen mit Berndtit, Kitkait, Melonit, Merenskyit, Shuangfengit und Sudovikovit ebenfalls die „Melonitgruppe“ mit der System-Nr. 2.EA.20 bildet.
Auch die vorwiegend im englischen Sprachraum gebräuchliche Systematik der Minerale nach Dana ordnet den Moncheit in die Klasse der „Sulfide und Sulfosalze“ und dort in die Abteilung der „Sulfidminerale“ ein. Hier ist er ebenfalls in der „Melonitgruppe (Trigonal: P3m1) AX2-Typ“ mit der System-Nr. 02.12.14 innerhalb der Unterabteilung „Sulfide – einschließlich Seleniden und Telluriden – mit der Zusammensetzung AmBnXp, mit (m+n) : p = 1 : 2“ zu finden.

## Kristallstruktur
Moncheit kristallisiert in der trigonalen Raumgruppe P3m1 (Raumgruppen-Nr. 164) mit den Gitterparametern a = 4,05 Å und c = 5,29 Å sowie einer Formeleinheit pro Elementarzelle.

## Bildung und Fundorte

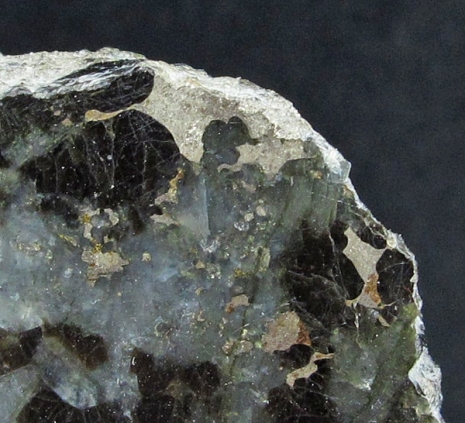
Polierte Serpentinplatte mit eingewachsenen, silberhellen und amöbenähnlichen Moncheitkörnern (bis ca. 3 mm) und messingfarbenen, leistenförmigen Braggitkörnern (bis ca. 1,0 cm) aus dem Stillwater-Komplex, Montana, USA

Moncheit bildet sich typischerweise in platin- und palladiumhaltigen, massiven Kupfer-Nickel-Sulfid-Lagerstätten, wo er neben Kotulskit unter anderem noch mit Braggit, Chalkopyrit, Cooperit, Froodit, gediegen Gold, Insizwait, Laurit, Melonit, Merenskyit, Michenerit, Pentlandit, Pyrit, Pyrrhotin, Sobolevskit und Sperrylith vergesellschaftet auftreten kann.
Als eher seltene Mineralbildung kann Moncheit an verschiedenen Fundorten zum Teil zwar reichlich vorhanden sein, insgesamt ist er aber wenig verbreitet. Weltweit sind bisher etwas mehr als 150 Fundorte dokumentiert. Außer an seiner Typlokalität in den Kupfer-Nickel-Vererzungen der Montschetundra nahe Monchegorsk trat das Mineral noch an vielen Stellen in der Oblast Murmansk auf wie unter anderem im Fedorovo-Pansky-Massiv und der Voltschetundra (engl. Volchetundra) sowie an einigen Stellen in den Verwaltungsbezirken (Oblast) Amur, Chabarowsk, Krasnojarsk, Transbaikalien und den Republiken Karelien, Komi, Sacha (Jakutien) und Tuwa auf.
Weitere Fundorte liegen unter anderem in Algerien, Argentinien, Australien, Brasilien, Bulgarien, China, der Elfenbeinküste, Finnland, Griechenland, Grönland, Indien, Italien, Japan, Kanada, Libyen, Norwegen, Pakistan, auf der zu den Philippinen gehörenden Insel Luzon, in Schweden, Simbabwe, Spanien, Südafrika, Tschechien, auf der zu den Schottischen Highlands gehörenden Isle of Rùm im Vereinigten Königreich und einigen Bundesstaaten der USA.